# سرية علي بن أبي طالب (الفلس)
سرية علي بن أبي طالب إلى الفلس، والفلس صنم طيء، ذهب ليهدمه في شهر ربيع الثاني سنة 9 هـ. بعثه النبي محمد في 150 رجل من الأنصار على 100 بعير و50 فرسًا، ومعه راية سوداء ولواء أبيض، فشنوا الغارة على محلة آل حاتم مع الفجر فهدموا «الفلس» وخربوه وملأوا أيديهم من السبي والنعم والشاء.

## السرية
في شهر ربيع الآخر سنة تسع للهجرة بعث النبي محمد علي بن أبي طالب لهدم الفلس، ومعه خمسون ومائة رجل من الأنصار على مائة بعير وخمسين فرسًا، فشنوا على قبيلة طيء مع الفجر، فهدموا الفلس وخربوه، وملأوا أيديهم من السبي والنعم والشاء، وكان في السبي سفانة بنت حاتم الطائي أخت عدي بن حاتم، وهرب عدي إلى الشام، وكان فِي خزنَة الْفلس ثلاثة أدراع وثلَاثة أسياف، فأضيفت إِلى الغنيمة ثم قسمت، استعمل علي على السبي أبا قتادة، وعلى الماشية والرِّثَّةِ عبد الله بن عتيك، وقسم الغنائم في الطريق، وعزل الصفي للنبي ولم يقسم على آل حاتم حتى قَدِمَ بهم المدينة. وفي هذه السيرة يقول الشاعر:

## إسلام سفانة وعدي بن حاتم
لما رأى عدي بن حاتم رايات المسلمين، أخذ زوجه وولده وهرب إلى الشام، بينما سُبيت أخته سفانة، فلما أتوا بها إلى المدينة، مر بها النبي فقالت: يا رسول الله غاب الوافد وانقطع الوالد، وأنا عجوز كبيرة ما بي من خدمة، فمن علي من الله عليك، قال: «من وافدك؟» قالت: عدي بن حاتم، قال: «الذي فر من الله ورسوله؟» قالت: فمن علي، قالت: ثم مضى رسول الله ﷺ وتركني، حتى إذا كان من الغد مرَّ بي، فقلت له مثل ذلك، وقال لي مثل ما قال بالأمس، قالت: حتى إذا كان بعد الغد مر بي وقد يئست منه، فأشار إلي رجل من خلفه أن قومي فكلميه، قالت: فقمت إليه، فقلت: يا رسول الله هلك الوالد، وغاب الوافد، فامنن علي من الله عليك، فقال ﷺ: قد فعلت، فلا تعجلي بخروج حتى تجدي من قومك من يكون لك ثقة، حتى يبلغك إلى بلادك، ثم آذنيني، فسألت عن الرجل الذي أشار إلي أن أكلمه فقيل: علي بن أبي طالب، وأقمت حتى قدم ركب من بِلى أو قضاعة، قالت: وإنما أريد أن آتي أخي بالشام، قالت: فجئت رسول الله ﷺ فقلت: يا رسول الله، قد قدم رهط من قومي، لي فيهم ثقة وبلاغ، قالت: فكساني رسول الله ﷺ وحمَّلني، وأعطاني نفقة، فخرجت معهم حتى قدمت الشام. قال عدي: فأتتنى أُختى، فقالت: لقد فعل فعلة ما كان أبوك يفعلُها، ائته راغباً أو راهباً، فقد أتاه فلان فأصاب منه، وأتاه فلان فأصاب منه، قال عدي: فأتيتُه وهو جالس في المسجد. فأسلم